# 入山欣郎
入山 欣郎（いりやま よしろう、1946年〈昭和21年〉9月15日 - ）は、日本の地方政治家。広島県大竹市長（5期）。

## 来歴
広島県大竹市出身。1969年（昭和44年）3月、早稲田大学理工学部卒業。同年4月、三菱商事に就職。1970年（昭和45年）、実家の泉産業株式会社に転職。
2006年（平成18年）6月25日に行われた大竹市長選挙に自民党・民主党・公明党・国民新党の推薦を受けて立候補。現職の中川洋、神尾徹生元市長の二男の神尾光輝らを破り初当選した。
2018年（平成30年）、元市議の日域究を破り4選。2021年（令和3年）12月に5期目を目指し出馬を表明。2022年（令和4年）6月に、無投票で5選を果たしたが、入山本人は体調不良で入院中のため、当選のあいさつが出来なかった。

## 選挙違反容疑
2020年（令和2年）3月28日、広島地検は、前年の参院選における広島県選挙区をめぐり河井克行・河井案里夫妻が票の取りまとめを頼む趣旨で入山に現金を渡した可能性があるなどとして、入山に任意聴取を行った。また、携帯電話や手帳が押収された。入山は任意聴取の当日はノーコメントとしたが、翌日になって記者会見を開いて、現金の受領を否定し、取材において次のように証言した。2019年（平成31年）3月頃、河井克行が入山の自宅を訪れ、妻の案里が自民党の公認を受けたことを報告し、「ひとつよろしく」と言いながらテーブルに封筒を置いた。入山は中身は現金と思い、「金のために応援するわけじゃない。ばかにするな」と言って封筒を突き返したという。なお、入山と河井は広島学院中・高等学校の同窓にあたる。

## 岩国基地空母艦載機部隊受け入れ問題（公約違反）
2006年（平成18年）3月12日、岩国基地への米空母艦載機部隊の移転受け入れを巡る山口県岩国市の住民投票で反対票が多数を占めた。入山は同年６月に初当選した大竹市長選挙で岩国基地の移転問題に反対を表明していた。７月15日には、大竹市を含む広島県の広島、三次、江田島、廿日市の五市が、廿日市市の文化ホールで「岩国基地増強問題を考えるシンポジウム」という反対集会を開催し、入山が反対アピールを読み上げている。ところが、入山は初当選からわずか半年後の12月22日にこれまでの態度を一転させて、米空母艦載機部隊の移転受け入れを、岩国基地の周辺自治体として初めて表明した。久間章生防衛庁長官は入山に「この恩を肝に銘じる」と言って感謝した。大竹市の阿多田島で2007年（平成19年）２月24日に地区懇談会があり、住民と入山ら市幹部が基地増強への対応を話し合った。すでに移転容認を表明している入山は「国へ振興策を要望したい」と理解を求めたが、住民からは「われわれをないがしろにした決定」などと批判が相次いだ。住民からは「（国からの）補助金をあてにして財政再建を進めるために、移転を容認したのか」といった質問や「地元の意見がまとまってから決めるべきだった。市長のやり方は補助金ほしさと言われても仕方がない」などと、厳しい声が上がった。

## 違法公金損害賠償請求事件（住民訴訟）
大竹市が大願寺山に造成した市有地を、鑑定評価額の半額以下で売却したのは違法として、入山に３億6,300万円の損害賠償を求めた住民訴訟が起こされた。広島地方裁判所の１審判決では原告が訴えを退けられ、住民側が判決を不服として控訴した。2017年（平成29年）３月９日の広島高等裁判所では、１審・広島地裁判決を変更し、入山に１億4,910万円を請求するよう市に命じた。市は最高裁判所に上告し、2018年（平成30年）11月６日に広島高裁の判決を棄却する判決を下した。